# Maximiliano Danti
Maximiliano Danti (aktivní od roku 1842) byl prvním daguerrotypistou usazeným v Limě.

## Životopis
Do přístavu Callao dorazil v květnu 1842. Jeho národnost nebyla jasná, někteří tvrdí, že byl Ital, jiní Francouz. Přijel z Valparaíso a mohl provést nějaké testy v jižním Peru, například ve městě Arica.
Nejenže zavedl daguerrotypii v Peru, ale také 8. července 1842 otevřel první komerční ateliér ve městě Lima. Nabízel také prodejní služby pro daguerrotypisty a také výuku tohoto umění pro zákazníky. Krátce po založení firmy přestěhoval svůj ateliér z ulice Mercaderes (současný blok čtyři Jirón de la Unión) do ulice Palacio (současný blok dva Jirón de la Unión, naproti bočním dveřím Vládního paláce). Není známo, zda pokračoval jako daguerrotypista nebo praktikoval moderní fotografii, ale jisté je, že v roce 1865 stále žil v Limě a působil jako obchodník.